# Battaglia di Bulair
La battaglia di Bulair (in bulgaro Битка при Булаир?, in turco Bolayır Muharebesi) ebbe luogo il 26 gennaio 1913 tra la 7ª divisione di fanteria bulgara di Rila sotto il generale Georgi Todorov e la 27ª divisione di fanteria ottomana, durante la prima guerra balcanica. Il risultato fu una vittoria bulgara.

## Origini
La robusta fortezza ottomana di Edirne fu bloccata dall'esercito bulgaro dall'inizio della guerra nel 1912. Dalla metà di gennaio 1913 l'alto comando ottomano preparò un attacco verso Edirne per sfondare il blocco.

## La battaglia
L'avanzata iniziò la mattina del 26 gennaio, quando la Divisione Myuretebi si diresse coperta di nebbia dalla baia di Saor verso la strada per Bulair. L'attacco fu scoperto a soli 100 passi dalle posizioni bulgare. Alle 7 l'artiglieria ottomana aprì il fuoco. Anche l'artiglieria ausiliaria bulgara aprì il fuoco, così come i soldati del 13º reggimento di fanteria, e l'avanzata nemica fu rallentata.
Dalle 8 avanzò la 27ª divisione di fanteria ottomana che si concentrò sulla costa del Mar di Marmara. A causa della loro superiorità, gli ottomani presero la posizione al Doganarslan Chiflik e iniziarono a circondare l'ala sinistra del 22º reggimento di fanteria. Il comando della 7ª divisione di Fanteria di Rila reagì immediatamente e ordinò un contrattacco del 13º Reggimento di Fanteria Rila, che costrinse la Divisione Myuretebi a ritirarsi.
Le forze ottomane furono sorprese dalle azioni decisive dei bulgari e quando videro avanzare il 22º reggimento della fanteria tracia furono presi dal panico. L'artiglieria bulgara da allora concentrò il fuoco su Doganarslan Chiflik. Verso le 15 il 22º Reggimento contrattaccò l'ala destra delle forze ottomane e dopo un breve ma feroce combattimento il nemico iniziò a ritirarsi. Molte delle truppe ottomane in fuga furono uccise dal fuoco accurato dell'artiglieria bulgara. Dopo di che l'intero esercito bulgaro attaccò e sconfisse l'ala sinistra ottomana.
Verso le 17 le forze ottomane rinnovarono l'attacco e si diressero verso il centro bulgaro ma furono respinte e subirono pesanti perdite.
La posizione fu sgombrata dalle forze ottomane e la linea difensiva fu riorganizzata. Nella battaglia di Bulair le forze ottomane persero quasi la metà della loro forza lavoro e lasciarono tutto il loro equipaggiamento sul campo di battaglia.